# Янкович, Тиосав
Тиосав Янкович (серб. Тиосав Јанковић, родился 29 сентября 1974 года в Ужице) — генерал-подполковник ВВС и ПВО Сербии, действующий заместитель начальника Генерального штаба Вооружённых сил Сербии с 2024 года. В 2023—2024 годах — начальник Оперативного управления Генерального штаба, в 2018—2023 годах — командир 250-й ракетной бригады ВВС и ПВО Сербии.

## Биография
Окончил в 1997 году Военную академию (факультет ракетных войск и ПВО), с того же года в рядах Вооружённых сил СРЮ (с 2003 года — Вооружённых сил Сербии и Черногории, с 2006 года — Вооружённых сил Сербии). В 2008 году окончил командно-штабные курсы повышения квалификации, в 2013 году — курсы повышения квалификации при Генеральном штабе, в 2017 году — высшие курсы безопасности и обороны.
Будучи военнослужащим ВВС и ПВО, он служил в 3-й батарее 250-й ракетной бригады ПВО, сбившей 27 марта 1999 года американский малозаметный бомбардировщик F-117A, а 2 мая — американский истребитель F-16, которым управлял подполковник ВВС США Дэвид Гольдфейн, ставший в будущем начальником штаба Военно-воздушных сил США. Янкович занимал должности техника ЗРК, офицера-наводчика ЗРК, командира-наводчика батареи ЗРК, заместителя командира дивизиона ПВО и командира ракетного дивизиона ПВО. Был помощником командира 250-й ракетной бригады по оперативным вопросам, позже — начальником штаба и заместителем командира. В 2018—2023 годах — командир 250-й ракетной бригады.
С 6 июля 2023 года занимал должность начальника Оперативного управления (Ј-3) Генерального штаба Вооружённых сил Сербии. С 13 ноября 2024 года — заместитель начальника Генерального штаба Вооружённых сил Сербии.

## Награды
Отмечен следующими наградами:
- Орден «За храбрость» (1999)
- Офицерская медаль «За выдающиеся достижения на военной службе» (2012 и 2019)
- Юбилейная медаль Вооружённых сил Сербии[серб.] (2015)
- Памятная медаль участника Военного парада «Белград-2014» (2015)
- Медаль участника боевых действий на территории СРЮ (2015)
- Серебряная медаль «За заслуги» (2016)
- Памятная медаль «За усердную службу в течение 20 лет» (2017)
- Памятная медаль 20-летия защиты Отечества от агрессии НАТО[серб.] (2019)[6]
- Медаль участника объединённых тактических учений «Удар молнии» (2021)

## Воинские звания
| Подпоручик | Поручик | Капитан | Капитан 1-го класса | Майор | Подполковник | Полковник | Бригадный генерал | Генерал-майор | Генерал-подполковник |
| ---------- | ------- | ------- | ------------------- | ----- | ------------ | --------- | ----------------- | ------------- | -------------------- |
|            |         |         |                     |       |              |           |                   |               |                      |
| 1997       | 1999    | 2001    | 2004                | 2008  | 2012         | 2015      | 2019              | 2023          | 2024                 |